# Cathédrale de Civita Castellana
Pour les articles homonymes, voir Civita (homonymie).
La cathédrale de Civita Castellana est une église catholique romaine de Civita Castellana, en Italie. Il s'agit de la cathédrale du diocèse de Civita Castellana.